# Cadillac Debutante
Cadillac Debutante — концепт-кар, выпущенный в 1950 году компанией Cadillac.

## Описание
Cadillac Debutante был презентован в 1950 году на Чикагском автосалоне. Корпорация General Motors заявила, что Debutante, стоимость которого составила 35000 долларов, является «самым роскошным автомобилем, когда-либо построенным Cadillac» (англ. the most luxurious car ever built by Cadillac).
Интерьер автомобиля (пол, сиденья и части дверных панелей) отделан леопардовой шкурой. Приборная панель и фурнитура изготовлены из золота высшей пробы — 999 (24 карата).